# Dominions (série de jeux vidéo)
Pour les articles homonymes, voir Dominion (homonymie).
Dominions est une série de jeux vidéo de stratégie au tour par tour développés par Illwinter Game Design et publiés par Shrapnel Games. Le premier titre, Dominions: Priests, Prophets and Pretenders, parait en 2002 ; il est suivi de Dominions II: The Ascension Wars (2003), Dominions 3: The Awakening (2006), Dominions 4: Thrones of Ascension (en) (2013), Dominions 5: Warriors of the Faith (en) (2017) et Dominions 6: Rise of the Pantokrator (2024).
L'ensemble de la série se déroule dans un univers médiéval-fantastique et le joueur incarne un dieu voulant établir la dominance de son culte. L'aspect stratégique se focalise sur les unités, la gestion des territoires étant limitée à la construction de temples, de forteresses, de laboratoires, et à la recherche de sites magiques.

## Liste des jeux
- 2002 : Dominions: Priests, Prophets and Pretenders
  - Prévu pour Windows, Mac OS, Linux, Solaris.
  - De 1 à 14 joueurs, plus de 600 unités, plus de 400 sorts et plus de 300 objets magiques[4].
- 2003 : Dominions II: The Ascension Wars
  - Prévu pour Windows, Mac OS, Linux, Solaris.
  - De 1 à 17 joueurs, plus de 1 000 unités, plus de 500 sorts et plus de 300 objets magiques[5].
- 2006 : Dominions 3: The Awakening
  - Prévu pour Windows, Mac OS, Linux.
  - De 1 à 23 joueurs, 60 nations, plus de 1 500 unités, plus de 600 sorts et plus de 300 objets magiques[6].
- 2013 : Dominions 4: Thrones of Ascension (en)
  - Prévu pour Windows, Mac OS, Linux.
  - De 1 à 28 joueurs, trois époques où l'équilibre entre magie et technologie varie, 75 nations, plus de 2 000 monstres, plus de 800 sorts et plus de 300 objets magiques[7].
- 2017 : Dominions 5: Warriors of the Faith (en)[8]
  - Prévu pour Windows, Mac OS, Linux.
- 2024 : Dominions 6: Rise of the Pantokrator[9]
  - Prévu pour Windows, Mac OS, Linux.

## Trame
L'action se déroule dans un monde imaginaire médiéval-fantastique où des peuples très divers tentent d'imposer la suprématie de leur dieu par les armes, par l'infiltration, par la magie, ou par prosélytisme religieux.

## Système de jeu
Le système de jeu présenté ci-dessous est commun aux différents titres de la série, qui se différencient surtout par l'aspect graphique et le nombre d'éléments à disposition du joueur (races, troupes, sorts, objets).

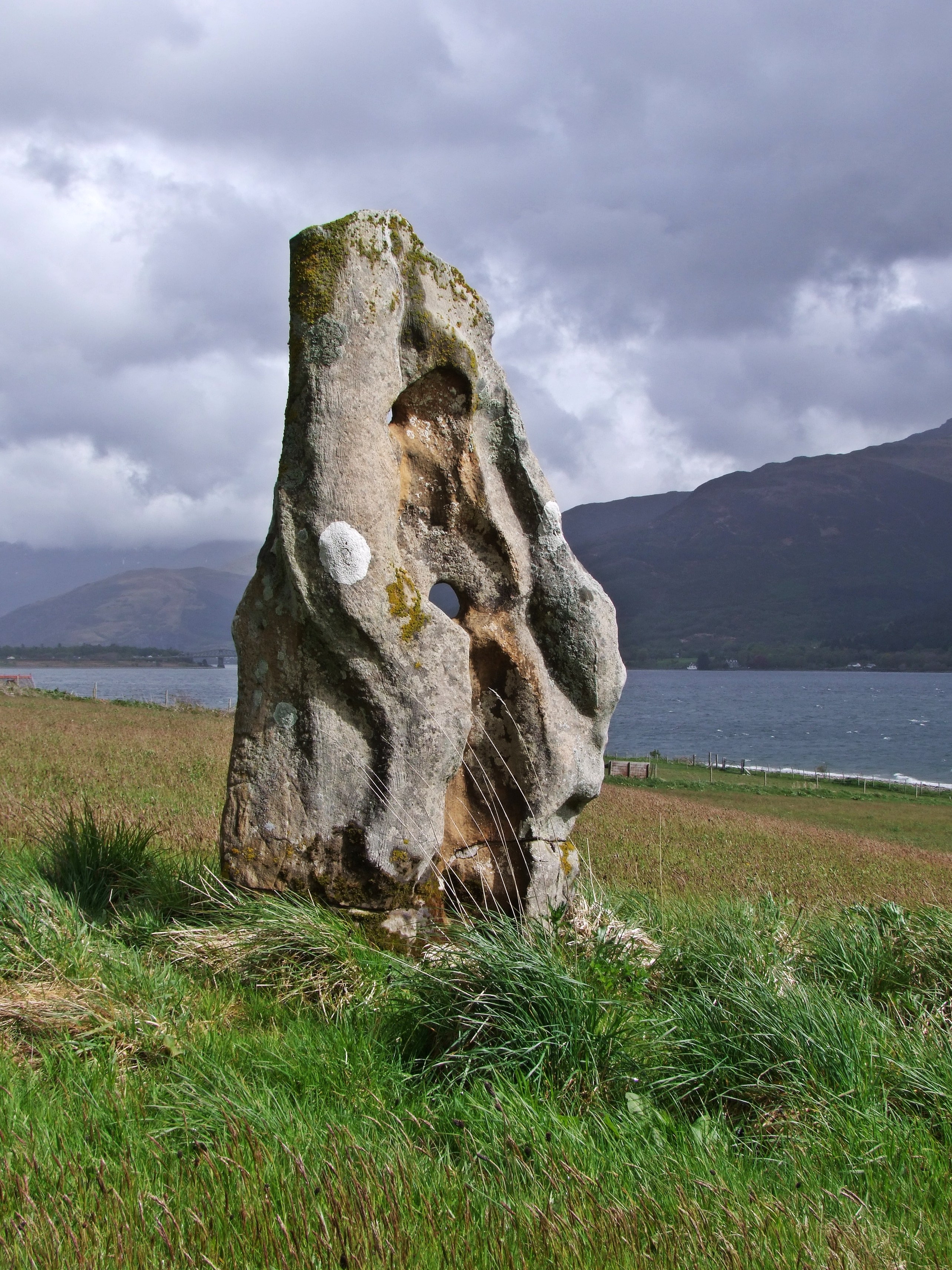
Dans ce jeu, le dieu peut s'incarner sous plusieurs formes et prendre, par exemple, l'aspect d'un mégalithe.

Avant de commencer, le joueur choisit le peuple élu pour véhiculer sa foi, puis personnalise son dieu en dépensant des points de design : il en choisit l'aspect (être vivant, créature imaginaire, monstre, mort-vivant, élémentaire, voire objet inanimé), les capacités magiques, et les caractéristiques intrinsèques de l'aura divine (qui altère les territoires où elle prédomine : par exemple en favorisant la croissance ou les récoltes ou, au contraire, en favorisant le désordre et les événements aléatoires).
La partie débute sur une carte divisée en provinces maritimes ou terrestres, qui fournissent de l'or, des ressources, du ravitaillement, et qui parfois recèlent des sites magiques : l'or et les ressources servent à payer les armées, à embaucher des mercenaires, ou à construire les bâtiments (forteresses, temples, laboratoires) ; le ravitaillement sert à nourrir les militaires et à faire croitre la population ; entre autres effets spéciaux, les sites magiques permettent de recruter des créatures particulières ou génèrent des gemmes, qui servent à lancer certains sorts ou à renforcer les pouvoirs des enchanteurs.
L'influence divine se propage autour des incarnations divines en lice et de leurs prophètes, et grâce aux temples et aux prêtres du culte. Une province qui subit une influence divine prédominante se transforme lentement, pouvant même radicalement changer par rapport à sa situation initiale. Si l'influence divine d'un dieu disparaît entièrement, le joueur qui contrôlait ce dieu est éliminé. Par contre, la mort d'un dieu n'est pas rédhibitoire : les prêtres peuvent faire revenir leur divinité après une longue invocation.
La magie se divise entre magie profane et magie divine. La magie profane est divisée en différentes sphères (feu, air, eau, terre, astral, mort, nature, et sang) ; certains peuples possèdent des mages très spécialisés et compétents, d'autres peuples possèdent des magiciens plus faibles et moins diversifiés. La magie divine, utilisée en priorité par les membres de l'ordre, peut être bénéfique ou maléfique ; là encore, les différences entre peuples peuvent être très fortes.
Les unités sont généralement issues du peuple que contrôle le joueur ou invoquées par magie : la plupart remplissent des fonctions classiques (infanterie, cavalerie, tir, exploration, espionnage), mais certaines possèdent aussi des capacités ou des pouvoirs rares, voire exceptionnels. Les unités sont définies par des caractéristiques physiques ou psychiques ; leurs aptitudes peuvent néanmoins être altérées par l'âge ou par des handicaps.
Les batailles surviennent quand deux camps se rencontrent sur une province ; cependant, seuls les groupes dirigés par un commandant peuvent prendre part au combat (et les troupes qui perdent leur commandant sont mises en déroute). Les affrontements se déroulent sans intervention directe du joueur, qui doit définir la position de ses troupes et les ordres qu'elles doivent suivre avant tout éventuel combat.

## Développement
Dans les premières pages du manuel de Dominions 4, Kristoffer Osterman, l'un des deux créateurs du jeu avec Johan Karlsson, revient sur la genèse de la série. Les premières idées voient le jour en 1997, après un pèlerinage de Saint-Jacques-de-Compostelle et après avoir réfléchi à un projet où des insectes s'affronteraient à coups d'armes futuristes : abandonnant cette dernière ébauche, les concepteurs élaborent un jeu à l'ambiance fantasy en s'inspirant de titres comme Age of Chivalry, Ars Magica, SPQR, VGA Planets ou Warhammer Fantasy Battle.
En 2001, Dominions: Priests, Prophets and Pretenders reçoit quelque attention sur Usenet, ce qui permet de corriger différents bugs et imperfections. Un an et demi plus tard, désireux d'améliorer l'interface graphique, les concepteurs préfèrent travailler sur Dominions II plutôt que de faire évoluer la première version. Depuis, ils conçoivent les autres épisodes en y incorporant des éléments piochés dans leurs autres réalisations et en essayant d'en améliorer les fonctionnalités.

## Accueil
D'une façon générale, les différents critiques de la série lui reconnaissent un éventail de possibilités extrêmement grand et divertissant, une intelligence artificielle moyenne, et une facilité de prise en main et des graphismes médiocres,,,.
L'ambiance générale est généralement appréciée : dans un test de Dominions 4 publié en 2013 dans Rock, Paper, Shotgun, l'auteur commence en écrivant « Dominions 4 excites the storyteller in me » (soit « Dominions 4 éveille le conteur en moi ») ; cette envie de s'inventer une histoire personnelle trouve d'ailleurs un écho dans un journal de campagne en trois parties écrit par Tom Senior pour PC Gamer.